# کلمان شامپوسین
کلمان شامپوسین (انگلیسی: Clément Champoussin؛ زادهٔ ۲۹ مهٔ ۱۹۹۸) دوچرخه‌سوار اهل فرانسه است.
از باشگاه‌هایی که در آن بازی کرده‌است می‌توان به آژ۲آر لا موندیال و تیم دوچرخه‌سواری فورتونئو–اسکارو اشاره کرد.